# Syndicat de la presse hebdomadaire régionale
Le Syndicat de la presse hebdomadaire régionale (SPHR) est un organisme français qui regroupe 244 journaux régionaux répartis sur l’ensemble du territoire. Tout hebdomadaire local d’information politique et générale ayant un numéro de Commission paritaire peut y adhérer.  
Créé en 1944, il a fusionné, en 2018, avec trois autres syndicats (SPQN, SPQR, SPQD) pour former l'Alliance pour la presse d'information générale (APIG), basée 69 rue de Chevaleret à Paris (XIIIe). Le Syndicat de la presse hebdomadaire régionale y conserve néanmoins ses propres statuts et reste le porte-voix de la PHR (presse hebdomadaire régionale). 

## Historique
- Après-guerre, en 1944 les titres de la presse périodique de Province se regroupent officiellement dans le Syndicat national de la presse périodique de province (SNPPP).

- En 1970, la Fédération française de la presse périodique et le Syndicat national de la presse périodique de province fondent l'Union nationale de la presse périodique d'information (UNPI)

- En juin 1973, afin de défendre les avantages fiscaux de l'article 39 bis du Code général des impôts, la presse périodique d'information locale créent un nouvel organisme : le Syndicat national de la presse hebdomadaire régionale d'information (SNPHRI) et en profite pour rejoindre l'UNPI qui compte déjà comme membre la Fédération de la presse périodique (FPP) et le Syndicat national des publications régionales (SNPR).

- En 1991, Le SNPHRI simplifie son nom et devient le Syndicat de la presse hebdomadaire régionale (SPHR)[1].

- Le 11 décembre 1992, l'UNPI adopte la dénomination simplifiée de Fédération de la presse périodique régionale (FPPR). Le SPHR est membre au travers de cette fédération à la Fédération nationale de la presse française (FNPF).

- 1996, le SPHR crée l'Association pour l'étude et la promotion des hebdomadaires régionaux (AEPHR), afin de rejoindre les études d'audience et de lectorat des quotidiens nationaux et régionaux (EPIQ).

- En 2018, il fusionne avec le Syndicat de la Presse Quotidienne Nationale (SPQN)[2], le Syndicat de la Presse Quotidienne Régionale (SPQR), le Syndicat de la Presse Quotidienne Départementale (SPQD) pour créer l'Alliance pour la presse d'information générale[3],[4].
- Les 12 et 13 juin 2025, le SPHR organise son 50e congrès à Paris. Il inaugure ce rendez-vous annuel avec une exposition inédite baptisée "La PHR, une histoire d'avenir" et la clôture avec l'attribution du premier Prix de la Meilleure Une de l'année en PHR décerné au journal La Manche libre.

## Chiffres clés
Chiffres clés Audiens, ACPM, Alliance de la Presse d'Information Générale pour 2023.
- 244 titres
- 1244 journalistes (2022)
- 6 millions de lecteurs hebdomadaires
- 1,3 million d'exemplaires diffusés par semaine
- Diffusion dans 91 départements

## Missions
- Fidèle aux principes d'indépendance et de liberté de la presse, le Syndicat de la presse hebdomadaire régionale a pour objet la défense des intérêts professionnels et moraux des entreprises de presse adhérentes au moyen d'un organisme commun. Il assure également diverses prestations de services, notamment à l'intention des adhérents (droit de la presse, droit fiscal, droit social, réglementation postale, aides à la presse, etc.).

- Le Syndicat défend les intérêts de la profession auprès des pouvoirs publics, au sein de l'inter-profession et des acteurs du marché publicitaire.

## Prix littéraire des Hebdos en Région et Concours de la Meilleure Une en PHR
• Depuis 2008, le SPHR organise le Prix littéraire des Hebdos en Région, qui couronne un roman : « L'objet de ce prix est de contribuer à la promotion de la lecture et des auteurs, du savoir, et de la connaissance. »
• En 2025 a été lancé le Concours de la Meilleure Une en PHR. Cette initiative vise à valoriser la Presse hebdomadaire régionale et à mettre en lumière le travail réalisé par les rédactions. Le jury d'experts a évalué ces Unes selon 3 critères : leur pertinence éditoriale, leur originalité et leur capacité à susciter l'achat en kiosque. Le jury a attribué le Prix de la Meilleure Une de l’année 2024 en PHR au journal La Manche Libre et un prix spécial a été décerné à l'éditeur des journaux La Gazette de Nîmes et La Gazette de Montpellier pour la qualité des Unes soumises.

## Les présidents élus du SPHR
- 1973 - 1991 : Albert Garrigues, Courrier Français.
- 1991 - 2000 : Jean-Pierre de Kerraoul, groupe L’Observateur.
- 2000 - 2003 : Bernard Bienvenu, Voix de l'Ain.
- 2003 - 2009 : Loïk de Guébriant, Courrier de la Mayenne.
- 2009 - 2015 : Eric Lejeune, La Presse de Gray, La Presse de Vesoul, Sarre Hebdo
- 2015 - 2024 : Vincent David[6], PMSO.
- Depuis 2024 : Pierre Archet, directeur du média Le Journal d'Ici

## Les adhérents
Les villes entre parenthèses sont les villes d'édition afin de différencier les titres, notamment en cas d'homonymie.
- L'Abeille
- L'Abeille de la Ternoise
- L'Action républicaine
- Les Affiches de Grenoble et du Dauphiné
- Agriculture-Horizon
- L'Aisne nouvelle
- Les Alpes mancelles
- Alpes et Midi
- L'Ami des foyers chrétiens
- L'Ami du Peuple Hebdo
- L'Angérien libre
- L'Auxois libre
- L'Avenir (Ruffec)
- L'Avenir de l'Artois
- L'Avenir Côte d'Azur
- L'Aveyronnais
- Le Bonhomme Picard
- Le Bulletin  (Darnetal)
- Le Bulletin d'Espalion
- Le Châtillonnais et l’Auxois
- La Chronique républicaine
- La Concorde
- Le Confolentais
- Le Courrier cauchois
- Le Courrier Économie
- Le Courrier de l'Eure
- Le Courrier de Fourmies
- Courrier français
- Le Courrier - La Gazette
- Le Courrier Indépendant
- Le Courrier du Léon et du Tréguier
- Le Courrier Liberté
- Le Courrier du Loiret
- Le Courrier de Mantes
- Le Courrier de la Mayenne
- Le Courrier du pays de Retz
- Le Courrier de Saint-Claude
- Le Courrier vendéen
- Le Courrier des Yvelines
- Le Crestois
- La Croix Hebdo de la Haute Marne
- Croix du Midi
- La Croix du Nord
- Le Démocrate indépendant
- Le Démocrate vernonnais
- La Dépêche (Évreux)
- La Dépêche du Bassin
- La Dépêche du Pays de Bray
- Drôme Hebdo
- L'Écho d'Ancenis
- L'Écho de l'Armor et de l'Argoat
- L'Écho du Berry
- L'Écho de Brou
- L'Écho charitois
- L'Écho d'Île-de-France
- L'Écho de la Lys
- L'Écho de l'Ouest
- L'Écho de la Presqu'île
- L'Écho-Le Régional
- L'Écho du Tarn
- L'Écho de Thelle
- L'Écho - Le Valentinois
- L'Écho de la Vallée du Loir
- L'Écho de Vibraye
- L'Éclaireur (Châteaubriant)
- L'Éclaireur Brayon
- L'Éclaireur du Gâtinais et du Centre
- L'Éclaireur Vimeu
- Eco des Pays de Savoie
- L'Essor (Saint-Etienne)
- L'Essor bigourdan
- L'Essor sarladais
- L'Essor savoyard
- Eure Infos
- L'Éveil de Lisieux-Côte
- L'Éveil normand
- L'Éveil de Pont-Audemer
- Le Faucigny
- La Gazette (Thiers)
- La Gazette ariégeoise
- La Gazette du Centre Morbihan
- La Gazette de Gers
- La Gazette de la Loire
- La Gazette de la Manche, d'Ille et Vilaine et Mayenne
- La Gazette de Montpellier
- La Gazette du Morvan
- La Gazette de Nîmes
- La Gazette de Sète
- La Gazette du Val d'Oise
- Haut-Anjou
- Haute Gironde
- Haute Provence info - L'Action Paysanne
- Haute-Saintonge
- L'Hebdo (Millau)
- L'Hebdo de l'Ardèche
- L'Hebdo de Besançon
- L'Hebdo de Charente Maritime
- Hebdo des Savoie
- L'Hebdo de Sèvre et Maine
- L'Hebdomadaire d'Armor
- L'Impartial (Les Andelys)
- L'Impartial (Romans)
- L'Indépendant du Haut Jura
- L'Indépendant du Louhannais et du Jura[7]
- L'Indépendant du Pas-de-Calais
- L'Indépendant de l'Yonne
- L'Indicateur des Flandres
- L'Informateur
- Les Informations dieppoises
- Les Infos Pays de Ploërmel
- Les Infos Pays de Redon
- L'Itinérant
- Le Journal de Vitré
- Le Journal d'Abbeville
- Le Journal de l'Ariège
- Le Journal du Bugey
- Le Journal de la Corse
- Le Journal du Diois et de la Drôme
- Le Journal d'Elbeuf
- Le Journal des Flandres
- Le Journal de Gien
- Le Journal de Ham
- Le Journal de Montreuil
- Le Journal d'Ici
- Le Journal du Médoc
- Le Journal de Millau
- Le Journal de l'Orne
- Le Journal du Pays yonnais
- Le Journal toulousain
- Le Journal Tournon-Tain
- La Libération du Comminges
- Liberté - Le Bonhomme libre
- Liberté-Dimanche
- Liberté Hebdo
- Liberté 62
- Liberté de l'Yonne
- Le Littoral
- La Loire cette semaine
- Lozère nouvelle
- Lyon Capitale
- La Manche libre
- La Marne
- Marseille L'Hebdo
- La Maurienne
- Le Mémorial de l'Isère
- Le Messager
- Le Moniteur de Seine-et-Marne
- La Montagne des Hautes Pyrénées
- Les Nouvelles - L'Écho fléchois
- Les Nouvelles de Falaise
- Le Nouvelliste
- L'Observateur de l'Arrageois
- L'Observateur de l'Aube
- L'Observateur de l'Avesnois
- L'Observateur de Beauvais
- L'Observateur du Cambrésis
- L'Observateur du Douaisis
- L'Observateur du Valenciennois
- Oise Hebdo
- L'Opinion indépendante
- L'Orne combattante
- L'Orne Hebdo
- Le Patriote beaujolais
- Le Pays d'Auge
- Le Pays beaujolais
- Le Pays briard
- Le Pays d'Entre Loire et Rhône
- Le Pays gessien
- Le Pays malouin
- Le Pays Roannais
- Le Penthièvre
- Le Perche
- Le Petit Bleu des Côtes d'Armor
- Le Petit Journal
- Le Phare dunkerquois
- Le Phare de Ré
- Le Ploërmelais
- Le Poher
- Pontivy Journal
- Les Potins d'Angèle
- La Presse d'Armor
- La Presse de Gray
- La Presse de Vesoul
- Le Progrès de Cornouaille
- Le Progrès Saint-Affricain
- La Provence Libérée
- Le Publicateur libre
- La Renaissance (Paray Le Monial)
- La Renaissance - Le Bessin
- La Renaissance lochoise
- La Renaissance du Loir-et-Cher
- Renouveau
- Le Républicain de l'Essonne
- Le Républicain Lot et Garonne
- Le Républicain Sud-Gironde
- Le Républicain d'Uzès et du Gard
- La République de Seine-et-Marne
- Le Résistant
- Le Réveil (Neufchâtel-en-Bray)
- Le Réveil de Berck
- Le Réveil du Midi
- Le Réveil normand
- Le Réveil républicain
- Le Réveil de Tarn-et-Garonne
- Le Réveil du Vivarais
- Le Rouergat
- Les Échos du Touquet
- Les Sables - Vendée Journal
- La Sambre
- Sarre Hebdo
- La Savoie
- La Semaine de l'Allier
- La Semaine dans le Boulonnais
- La Semaine du Lot
- La Semaine de Metz
- La Semaine du Minervois
- La Semaine du Pays basque
- La Semaine des Pyrénées
- La Semaine du Roussillon
- Le Semeur Hebdo
- Le Tarn libre
- La Thiérache
- Le Tout Lyon
- Toutes les nouvelles
- Le Trégor
- Tribune de Lyon
- Tribune de Montélimar
- La Tribune républicaine
- Val de Marne Infos
- Vaucluse l'Hebdo
- La Vie corrézienne
- La Vie nouvelle
- La Vie quercynoise
- Le Villefranchois
- Voix de l'Ain
- La Voix - Le Bocage
- La Voix du Cantal
- La Voix du Gers
- La Voix du Haut-Doubs
- Voix du Jura
- Voix du Midi
- La Voix du Sancerrois